# UFC 2010 Undisputed
UFC Undisputed 2010 est un jeu vidéo d'arts martiaux mixtes (MMA) sous la licence de la ligue de combat UFC. Développé par Yuke's et édité par THQ, il est sorti aux États-Unis le 25 mai 2010, en Europe le 28 mai 2010, et en Australie le 27 mai 2010 sur Xbox 360, PlayStation 3 et pour la première fois sur PlayStation Portable.

## Système de jeu
Il est également possible de créer son propre combattant, de choisir son apparence physique ainsi que ses deux styles de combat. Il sera alors nécessaire de l'entraîner pour affiner ses techniques de combat à travers le mode carrière afin de pouvoir le mesurer aux différents champions de la discipline.
À la fois très technique et vraiment complet, ce titre de THQ s'est annoncé comme un jeu incontournable dans la série des simulations de sport de combat.

## Exclusivité PlayStation
Royce Gracie, Jens Pulver et Dan Severn sont des combattants exclusifs sur PS3.
Les 5 ultimate fights sont:
Ultimate 2009 Category
UFN 18 – Carlos Condit vs. Martin Kampmann
Ultimate Knockouts Category
UFC 102 – Nate Marquardt vs. Demian Maia
Ultimate Classics Category
UFC 60 – Matt Hughes vs. Royce Gracie and UFC 66 – Keith Jardine vs. Forrest Griffin
Ultimate Submissions Category
UFC 68 – Martin Kampmann vs. Drew McFedries

## Roster
Entre février et mars 2010, James McSweeney, Marcus Jones, Brendan Schaub et Roy Nelson ont été annoncés comme les 4 combattants bonus du jeu en pré-commande. Le 16 septembre 2010, les combattants bonus ont été rendus disponibles sur le Xbox Market et le PlayStation Store. Le 27 avril 2010, le roster a été révélé par GameSpot.
Le 24 mai 2010, il a été révélé que Shaquille O'Neal, et la Team TapouT de UFC 2009 Undisputed serait à nouveau déblocable.